# Turcorientalia
Turcorientalia is een geslacht van weekdieren uit de klasse van de Gastropoda (slakken).

## Soort
- Turcorientalia miocaena Schütt in Schütt & Velitzelos, 1991 †